# ۱۱۶۵ (قمری)
۱۱۶۵، هزار و صد و شصت و پنجمین سال در گاهشماری هجری قمری است. 

## درگذشتگان
- آزاد بلگرامی، شاعر پارسی‌گوی هندی